# نیوتونمور
نیوتونمور (به انگلیسی: Newtonmore) یک شهرک در اسکاتلند است که در هایلند واقع شده‌است. نیوتونمور ۹۸۲ نفر جمعیت دارد.